# (6937) Valadon
(6937) Valadon est un astéroïde de la ceinture principale.

## Description
(6937) Valadon est un astéroïde de la ceinture principale. Il fut découvert le 29 septembre 1973 à l'observatoire Palomar par Cornelis Johannes van Houten, Ingrid van Houten-Groeneveld et Tom Gehrels. Il présente une orbite caractérisée par un demi-grand axe de 3,01 UA, une excentricité de 0,09 et une inclinaison de 9,5° par rapport à l'écliptique.
L'astéroïde est nommé en l'honneur de la peintre française Suzanne Valadon (1865-1938).

## Compléments